# Comuna Apatin
Apatin este o comună localizată în partea de nord-vest a Serbiei (Voivodina), în Districtul Bačka de Vest. Comuna cuprinde orașul Apatin și 4 sate.

## Localități componente
- Apatin
- Kupusina
- Prigrevica
- Svilojevo
- Sonta